# Nelson Franklin
Nelson Franklin (* 2. Juli 1985) ist ein US-amerikanischer Schauspieler.

## Leben
Nelson Franklin besuchte die High School in Studio City im US-Bundesstaat Kalifornien. Sein Studium absolvierte er mit Renée Felice Smith an der Tisch School of the Arts der NYU.
Seine erste größere Rolle hatte Nelson Franklin 2010 in der Serie Das Büro. Seinen ersten Auftritt in der Serie hatte er jedoch 2008. In der Serie Traffic Light spielte er eine der Hauptrollen. Frankling spielte eine wiederkehrende Nebenrolle in der Fox-Comedy New Girl. In der CBS-Fernsehserie The Millers war er als Will Arnetts Serienschwager Adam mit von der Partie.

## Filmografie (Auswahl)
- 2005: Berkeley
- 2008–2009: In2ition (Fernsehserie, 2 Folgen)
- 2009: Trauzeuge gesucht! (I Love You, Man)
- 2009: Dollhouse (Fernsehserie, 2 Folgen)
- 2008–2010: Das Büro (The Office, Fernsehserie, 5 Folgen)
- 2011: Scott Pilgrim gegen den Rest der Welt (Scott Pilgrim vs. the World)
- 2011: Traffic Lights Junction (Fernsehserie, 13 Folgen)
- 2012–2013, 2016: New Girl (Fernsehserie, 17 Folgen)
- 2012–2019: Veep – Die Vizepräsidentin (Veep, Fernsehserie, 19 Episoden)
- 2013: Jobs
- 2013: Arrested Development (Fernsehserie, Folge 4x05)
- 2013: Zach Stone Is Gonna Be Famous (Fernsehserie, Folge 1x10)
- 2013–2014: The Millers (Fernsehserie, 29 Folgen)
- seit 2016: Black-ish (Fernsehserie)
- 2017: Battle of the Sexes – Gegen jede Regel (Battle of the Sexes)
- 2018: Puppet Master: Das tödlichste Reich (Puppet Master: The Littlest Reich)
- 2018: Eine dumme und nutzlose Geste (A Futile and Stupid Gesture)
- 2019: Captain Marvel
- 2021: Hero Mode
- 2021: Sweet Girl